# Paquete electoral
Paquete electoral Es un término electoral usado en México para referirse a un portafolio, especialmente diseñado, que contiene el conjunto de documentos que se generan en una casilla electoral durante las jornadas electorales organizadas por el Instituto Nacional Electoral (INE). Dichos documentos incluyen el total de la documentación recibida por el presidente de la casilla, incluyendo las actas de escrutinio y cómputo, las actas de incidentes, las boletas electorales (tanto usadas como no usadas). Los documentos que no van dentro del paquete son: las copias entregadas a los representantes de los partidos y aquellas copias destinadas al PREP y/o al Conteo Rápido.
El paquete electoral es trasladado al local de la Junta Distrital Electoral por el presidente de la casilla, acompañado por los representantes de los partidos. Ahí se almacena junto con los paquetes correspondientes a las demás casillas del distrito, en espera del inicio del conteo distrital, mismo que se inicia el siguiente miércoles a las 8:00 a. m.
Las copias de las actas destinadas al PREP o al Conteo Rápido se introducen en sobres diseñados especialmente que se adhieren a la parte exterior del paquete electoral. A veces ocurre que por error dichas copias de las actas se extravían o se introducen en el paquete.
- Datos: Q6060309